# Pelastoneurus aequalis
Pelastoneurus aequalis är en tvåvingeart som beskrevs av Van Duzee 1927. Pelastoneurus aequalis ingår i släktet Pelastoneurus och familjen styltflugor.
Artens utbredningsområde är Puerto Rico. Inga underarter finns listade i Catalogue of Life.